# Stenolis polygramma
Stenolis polygramma là một loài bọ cánh cứng trong họ Cerambycidae.